# San Juan (Siquijor)
Pour les articles homonymes, voir San Juan.
San Juan est une municipalité de la province de Siquijor, située dans la région des Visayas centrales aux Philippines.